# Joseph Gascoigne Nightingale
Joseph Gascoigne Nightingale (1695-1752), d’Enfield, dans le Middlesex, est un homme politique britannique qui siège à la Chambre des communes de 1727 à 1734.

## Biographie
Il est baptisé Gascoigne le 19 décembre 1695, fils aîné du révérend Joseph Gascoigne, vicaire d'Enfield, et de son épouse Anne Theobald, fille de Francis Theobald de Barking, Suffolk et de son épouse Anne Nightingale. Il fait ses études à Enfield avec le Dr Uvedale et est admis au Trinity College, Cambridge le 1er juillet 1712 . En 1721, il succède à son père et en 1722 à son frère, héritant des domaines de Sir Robert Nightingale, 4e baronnet. Il prend alors le nom supplémentaire de Nightingale. Il épouse lady Elizabeth Shirley, fille de Washington Shirley (2e comte Ferrers) de Chartley, près de Stafford le 24 juin 1725 .
Il est élu député de Stafford aux élections générales britanniques de 1727. Il vote avec l'opposition dans chaque vote par appel nominal. Il ne se représente pas aux élections générales britanniques de 1734 .
L'épouse de Nightingale, Elizabeth, meurt le 17 août 1731 lors de la naissance prématurée de sa fille, Elizabeth, à la suite du choc provoqué par un violent éclair. Ils ont trois fils, Washington, Joseph et Robert. Nightingale déménage à Mamhead, dans le Devon pour obtenir du répit et se rétablir. Il meurt le 16 juillet 1752. Parmi les fils, seul Washington lui survit et seulement de deux ans. Sa fille Elizabeth lui survit également et épouse Wilmot Vaughan (1er comte de Lisburne), mais meurt, elle aussi, en couches, en 1755. Elles sont commémorées par un monument spectaculaire à l'Abbaye de Westminster du sculpteur Louis François Roubillac. Il représente la mort, sous la forme d'un squelette, sortant de sa prison pour viser une flèche fatale contre la figure mourante d'Elizabeth Nightingale .